# Oscar Brenifier
Oscar Brenifier (Orán, 4 de septiembre de 1954) es un filósofo francés.

## Biografía
Oscar Brenifier, pseudónimo de Oscar Bierre, estudió Biología y Filosofía en la Universidad de Ottawa (Canadá) y defendió una tesis doctoral en filosofía en la Universidad de París IV-Sorbona. Después de ser profesor de filosofía en educación secundaria, Oscar Brenifier desarrolló el concepto de "Práctica filosófica", teorizándolo e implementándolo en la práctica. Desarrolló un método basado en la mayéutica socrática y el principio hegeliano de crítica interna y crítica externa, que se ha desarrollado a lo largo de los años dentro del Instituto de Prácticas Filosóficas.
Participó en varios proyectos que buscan divulgar la filosofía entre diversos públicos, como niños y adultos, ya sea en Francia o en otros países.

## Obras
- Moi, c'est quoi ?, ilustraciones de Aurélien Débat, Nathan, 2004
- Le Livre des grands contraires philosophiques, ilustraciones de Jacques Després, Nathan, 2013 ISBN  978-2-09-254684-0
- Sagesse des contes soufis, con Isabelle Millon, Eyrolles, 2013 ISBN  978-2-212-55661-2
- Sagesses et malices de Yoshua, l'homme qui se disait fils de Dieu, ilustraciones de Anne Simon, Éditions Albin Michel, 2009 ISBN 978-2-226-18950-9 (collection Sagesses et malices)
- Le Livre des grands contraires psychologiques, ilustraciones de Jacques Després, Nathan, 2010 ISBN  978-2-09-252872-3
- L'amour selon Ninon, ilustraciones de Delphine Perret, Autrement jeunesse, 2011
- La Question de Dieu, Ilustraciones de Jacques Després,  Nathan, 2010  ISBN  978-2-09-252699-6
- Le Beau selon Ninon,[2] ilustraciones de Delphine Perret, Autrement Jeunesse,  Les petits albums de philosophie, 2012 ISBN  978-2-7467-1247-8
- Le Bonheur selon Ninon , ilustraciones de Iris de Moüy, Autrement Jeunesse,  Les petits albums de philosophie, 2005 ISBN  978-2-7467-0716-0
- Qui suis-je ?, ilustraciones de Aurélien Débat, Nathan, 2013 ISBN  978-2-09-254573-7,
- Le Bonheur, c'est quoi ?, ilustraciones de Catherine Meurisse, Nathan, 2013 ISBN  978-2-09-254574-4
- La Vie, c'est quoi? , Nathan.
- Les Sentiments, c'est quoi? , Nathan.
- Le Bien et le Mal, c'est quoi ?, Nathan.
- Le Beau et l'Art, c'est quoi ? , Nathan.
- La Liberté, c'est quoi ? , Nathan.
- L'argent rend-il heureux ?, illustrations de Catherine Meurisse, Nathan, 2009 ISBN  978-2-09-252251-6 (collection Mini PhiloZenfants)
- Comment sais-tu que tes parents t'aiment ?, illustrations de Serge Bloch, Nathan, 2009 ISBN  978-2-09-252249-3
- Questions de philo entre ados, illustrations de Delphine Perret, Éditions du Seuil, 2007 ISBN  978-2-02-093965-2 (collection HC Jeunesse)
- Question de logiques !, illustrations de Jean-Philippe Chabot, Éditions du Seuil, 2008 ISBN  978-2-02-097822-4 (collection HC Jeunesse)
- Yves Mole, Régis Delpeuch, Oscar Brenifier, À nous le français ! CE1, cycle 2, Lire et vivre ensemble, Sedrap / Cned, 2005 ISBN  978-2-84117-681-6

## Otros proyectos
- Wikimedia Commons alberga una categoría multimedia sobre Oscar Brenifier.

- Datos: Q3886395
- Multimedia: Oscar Brenifier / Q3886395